# Pepsi
Pepsi (også kaldt Pepsi-Cola) er en amerikansk kulsyreholdig cola produceret af PepsiCo. Historisk har den været hovedkonkurrent til Coca-Cola.
Den første Pepsi blev introduceret i 1893 af farmaceuten Caleb Bradham som "Brad's Drink", der solgte den fra sit apotek i New Bern i North Carolina. 28. august 1898 fik drikken navnet "Pepsi-Cola", efter pepsin og kolanødden. Drikken blev oprindelig lavet for at kurere fordøjelsesbesvær. Begyndende i 2021 ændrede Pepsi smagen på den almindelige variant, da de begyndte at tilsætte kunstige sødestoffer i stedet for 100% sukker som den stadigvæk er uden for EU. 

## Pepsi Max
Pepsi Max er en sukkerfri cola produceret af PepsiCo som et alternativ til almindelig Pepsi og Pepsi Light.

### Historie
Pepsi Max, der markedsføres som en alternativ variant til Pepsi, blev introduceret i Storbritannien og Italien i april 1993. I september blev den lanceret i Irland, og i december stod Frankrig, Holland og Australien for tur. Ved udgangen af 1994 blev Pepsi Max solgt i cirka 20 lande, blandt andet i Danmark, og ved udgangen af 1995 var dette antal mere end fordoblet. I oktober 2008 blev Pepsi Max introduceret i USA